# Église de la Nativité de Marie de Graveson
Pour les articles homonymes, voir Église de la Nativité.
L'église de la Nativité de Marie est une église partiellement romane située à Graveson dans le département français des Bouches-du-Rhône en région Provence-Alpes-Côte d'Azur.

## Historique
L'église romane a été initialement édifiée au XIIe siècle mais elle a été reconstruite au XIXe siècle à l'exception du chœur.
Ce dernier fait l'objet d'une inscription au titre des monuments historiques depuis le 2 novembre 1926.

## Architecture
Le principal intérêt architectural de l'église réside dans son abside romane édifiée en pierre de taille assemblée en grand appareil.
Cette abside, précédée d'un arc triomphal à double voussure, est voûtée en cul-de-four.
Elle est ornée d'une série de sept arcades cintrées séparées par d'élégantes colonnes au fût décoré de cannelures tantôt droites, tantôt torsadées, tantôt mixtes.
Ces colonnes sont surmontées de chapiteaux en marbre blanc ornés de motifs végétaux comme des feuilles d'acanthe, des palmettes, des marguerites…

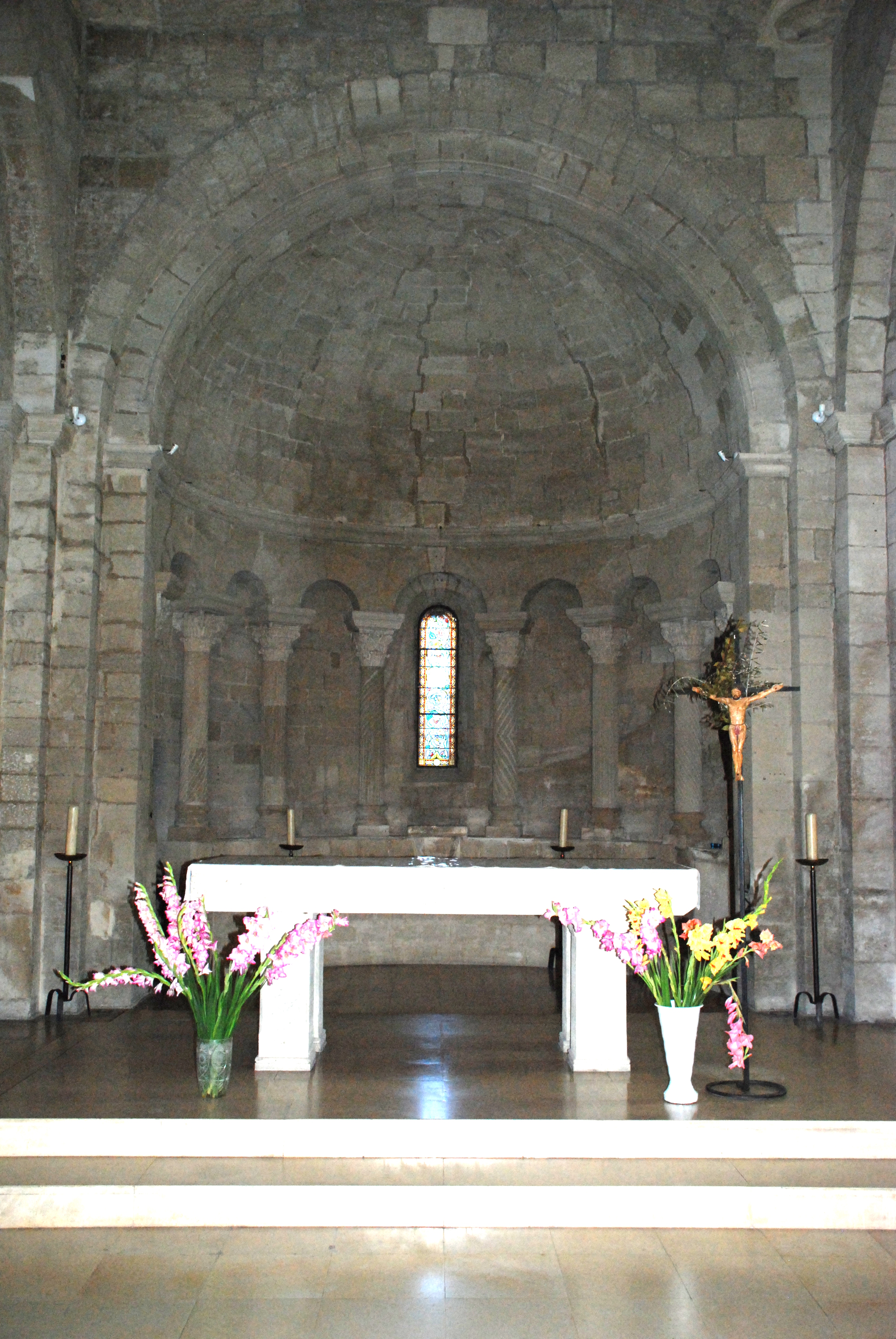
Le chœur roman.
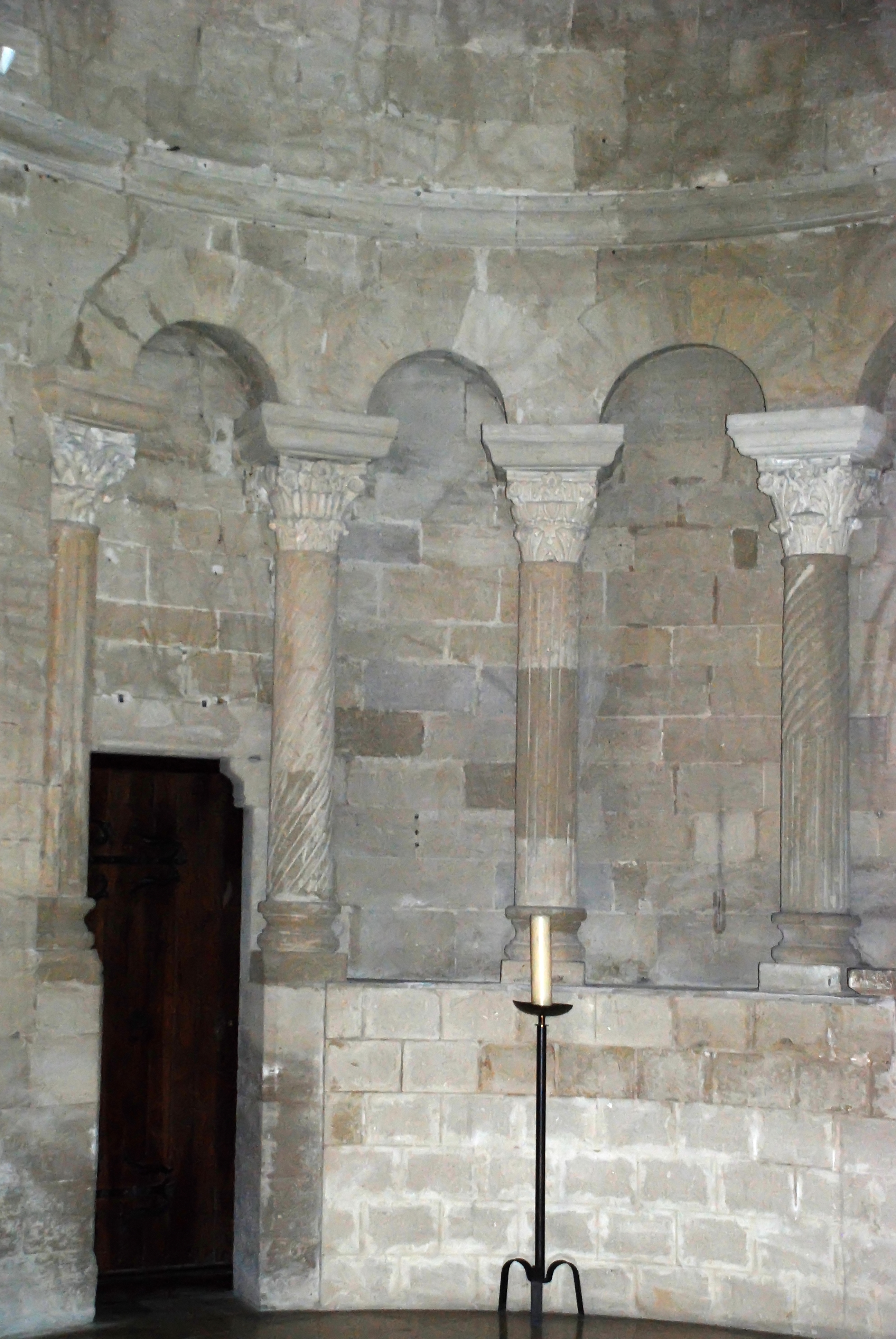
Arcatures de l'abside.
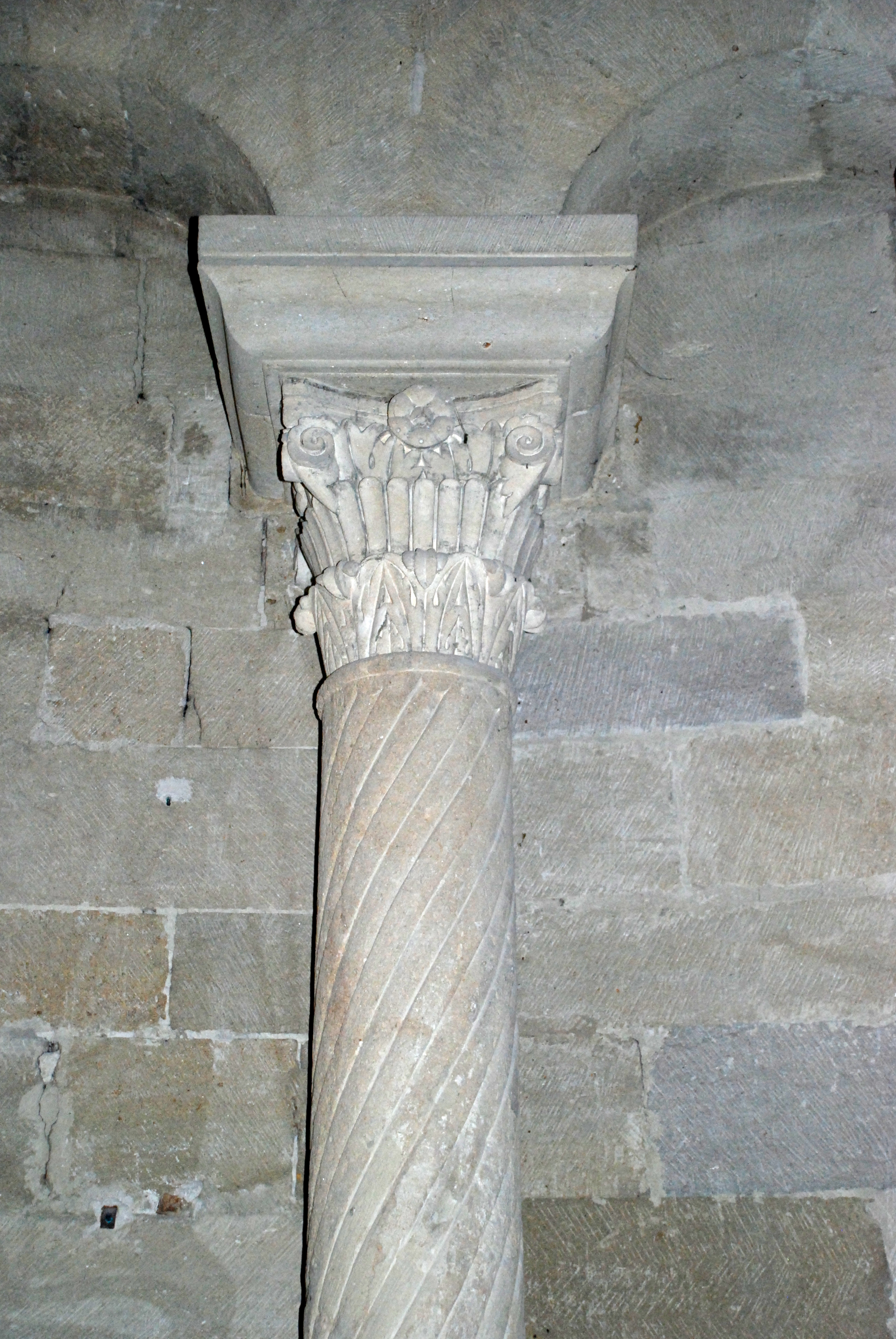
Colonne torsadée et chapiteau en marbre blanc.